# مطار كيمايوران
مطار كيمايوران (بالإندونيسية: Bandar Udara Internasional Kemayoran) كما يطلق عليه أيضًا مطار كيماجوران. كان المطار الرئيسي لجاكرتا عاصمة إندونيسيا في الفترة من 8 يوليو 1940م حتى 31 مارس 1985م، عندما تم استبداله بمطار سوكارنو هاتا الدولي.

## التاريخ
خلال الحرب العالمية الثانية تم استخدامه من قبل سلاح الجو الملكي البريطاني وأصبح سلاح الجو الملكي البريطاني كيمجوران. واستخدموه أيضًا أثناء الغزو الياباني لإندونيسيا. في عام 1985 حل مطار سوكارنو هاتا محل مطار كيمايوران في وسط جاكرتا ومطار حليم بيردانكوسوما الدولي في شرق جاكرتا. حل مطار كيمايوران محل أول مطار جاكارتا في سيليليتان. مطار كيمايوران يقع الآن في منطقتين فرعيتين: الجزء الجنوبي يقع في منطقة كيمايوران الفرعية (وسط جاكرتا)، والجزء الشمالي في منطقة بادمانجان الفرعية (شمال جاكرتا).
طائرات دوغلاس دي سي - 8 التي تشغلها جارودا الإندونيسيا، والخطوط الجوية الملكية الهولندية كيه إل إم، والخطوط الجوية اليابانية، والخطوط الجوية يو تي إيه الفرنسية، وإير سيلان، والخطوط الجوية الدولية التايلندية، جميعها تعمل في مطار كيمايوران في الستينيات والسبعينيات من القرن الماضي، وكذلك طائرات كاثي باسيفيك كونفير 880، وكانت شركة إيرينز للنقل التي تتخذ من باريس مقراً لها قد عملت سابقًا في خدمة مطار كيمايوران مع طائرتها دي سي 8 إس قبل دمجها في يو تي إيه. كما شغلت شركة جارودا إندونيسيا طائرتي كونفير 990 ودوغلاس دي سي 9 وكذلك طائرتي توربيني من طراز فوكر F27 إلى المطار في الوقت الحالي. كانت طائرات بوينغ 707 التي تشغلها الخطوط الجوية الهندية، والخطوط الجوية الماليزية السنغافورية، وبان آم، كانتاس تخدم في مطار كيمايوران.
في عام 1975 تم نقل الرحلات الدولية مؤقتًا إلى قاعدة حليم بيرداناكوسوما الجوية.
تم إنهاء عمليات الطيران في ليلة 31 مارس 1985، وتم نقل الرحلات الداخلية على الفور إلى مطار سوكارنو هاتا. تمت إعادة تنشيط المطار لفترة وجيزة للمعرض الجوي الإندونيسي في عام 1986.
كان موقع المطار السابق موضوعًا مفضلاً في التخطيط الحضري، حيث تم تحويل الممرات السابقة إلى شارع واسع، في حين تم ملء المناطق الخضراء المحيطة تدريجيًا إلى مناطق متطورة مثل مركز جاكرتا الدولي للمعارض وكوتابارو كيمايوران بندر كيمايوران. تم التخلي عن العديد من مشاريع التوسع بسبب الأزمة المالية الآسيوية عام 1997 مثل برج جاكارتا وبلازو للشقق الفندقية.
لا تزال بقايا برج التحكم والمحطة الرئيسية تقع جنوب موقع مركز جاكرتا الدولي للمعارض، مع وجود جزء من مدرج المطار أمام المحطة، كما هو الحال في محطة المطار الأمامية. كانت الخطط قيد النظر لتحويل المحطة الرئيسية السابقة إلى مكتب حكومي، تم التخلي عن هذه الخطة على ما يبدو بعد عام 2003، حيث توقف تقدم البناء. المكتب الحكومي الحالي يقف بجانب المحطة. تم تحويل موقع برج المراقبة السابق إلى عقار سكني، مع هدم البرج نفسه، ولكن بسبب الأزمة المالية الآسيوية، تم التخلي عن خطط التطوير إلى حد كبير.

## إغلاق المطار
قرب منتصف سبعينيات القرن العشرين، تم اعتبار أن مطار كيمايوران بات قريبًا جدًا من القاعدة العسكرية الإندونيسية في مطار حليم بيرداناكوسوما الدولي. الرحلات الجوية المدنية في المنطقة ضيقة، في حين أن الحركة الجوية تتزايد بسرعة، مما يهدد حركة المرور الدولية. في ذلك الوقت كانت الحكومة تخطط لنقل نشاط المطار هذا إلى المطار الجديد. بمساعدة الوكالة الأمريكية للتنمية الدولية، اختير موقع سينغكارينج كموقع جديد للمطار.
وفقًا لافتتاح مطار سوكارنو هاتا الدولي، بدأ مطار كيمايوران الدولي في الإغلاق بشكل تدريجي، إلى أن توقف عمله رسميًا في 31 مارس 1985 تمامًا في الساعة 00:00 بتوقيت إندونيسيا. في ذلك الوقت تم نقل الركاب الذين استقلوا مطار كيمايوران على الفور بالحافلة إلى سوكارنو هاتا لأن جميع الرحلات الجوية من كيمايوران قد تم نقلها إلى المطار.

## الحوادث
- في 23 نوفمبر 1945: تحطم طائرة دوغلاس دي سي -3 الجوية الملكية في مطار كيمايوران. هبطت بطن داكوتا بعد فشل المحرك. قُتل شاغليها كانوا جميعهم من الإندونيسيين حيث قتل 26 شخصا على متنها.[4]
- في 5 أبريل 1972: كانت رحلة من ميرباتي نوسانتارا فيكرز تقلع من جاكرتا، فتعرضت إلى محاولة اختطاف. وقُتل الخاطف.[5]
- في 26 سبتمبر 1972: تحطمت طائرة غارودا إندونيسيا من فوكر إف27 فريند شيب عند الإقلاع. بعد أن وصلت إلى ارتفاع 30 مترًا بعد الإقلاع من المدرج 35، استقلت الطائرة إلى اليمين وتحطمت على بعد 90 مترًا إلى يمين خط الوسط. تراكمت الطائرة 2095 ساعة طيران و1478 دورة. قتل 3 أشخاص على متنها.[6]
- في 7 سبتمبر 1974: غادرت طائرة فوكر تتبع غارودا إندونيسيا من مطار كيمايوران، واصطدمت بمبنى على الهبوط في طقس سيئ في بندر لامبونج. قتل 30 شخصا على متن الطائرة.[7]
- في 24 سبتمبر 1975: تحطمت رحلة غارودا إندونيسيا رقم 150 عند الاقتراب من مطار باليمبانج. تسبب الحادث الذي يعزى إلى سوء الأحوال الجوية والضباب، في مقتل 25 من أصل 61 راكبًا وشخص واحد على الأرض.[8]
- في 20 مارس 1982: طائرة من طراز فوكر تتبع غارودا إندونيسيا كانت فوق المدرج متجهة إلى مطار رادين إنتين الثاني الدولي، وفي طقس سيئ، اشتعلت النيران فيما مما أسفر عن مقتل جميع الأشخاص البالغ عددهم 27 شخصًا.[9]

## معرض صور

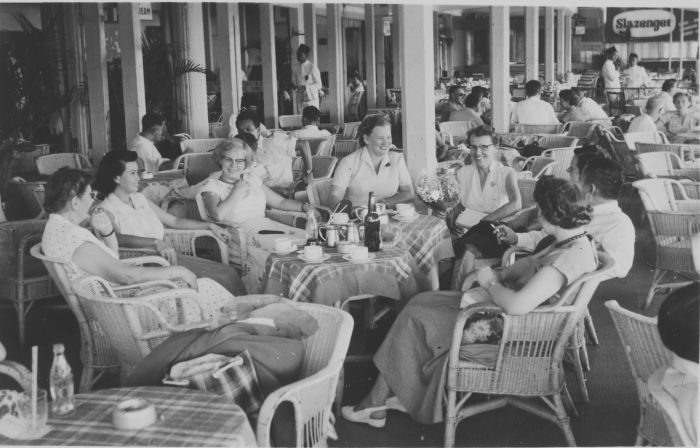
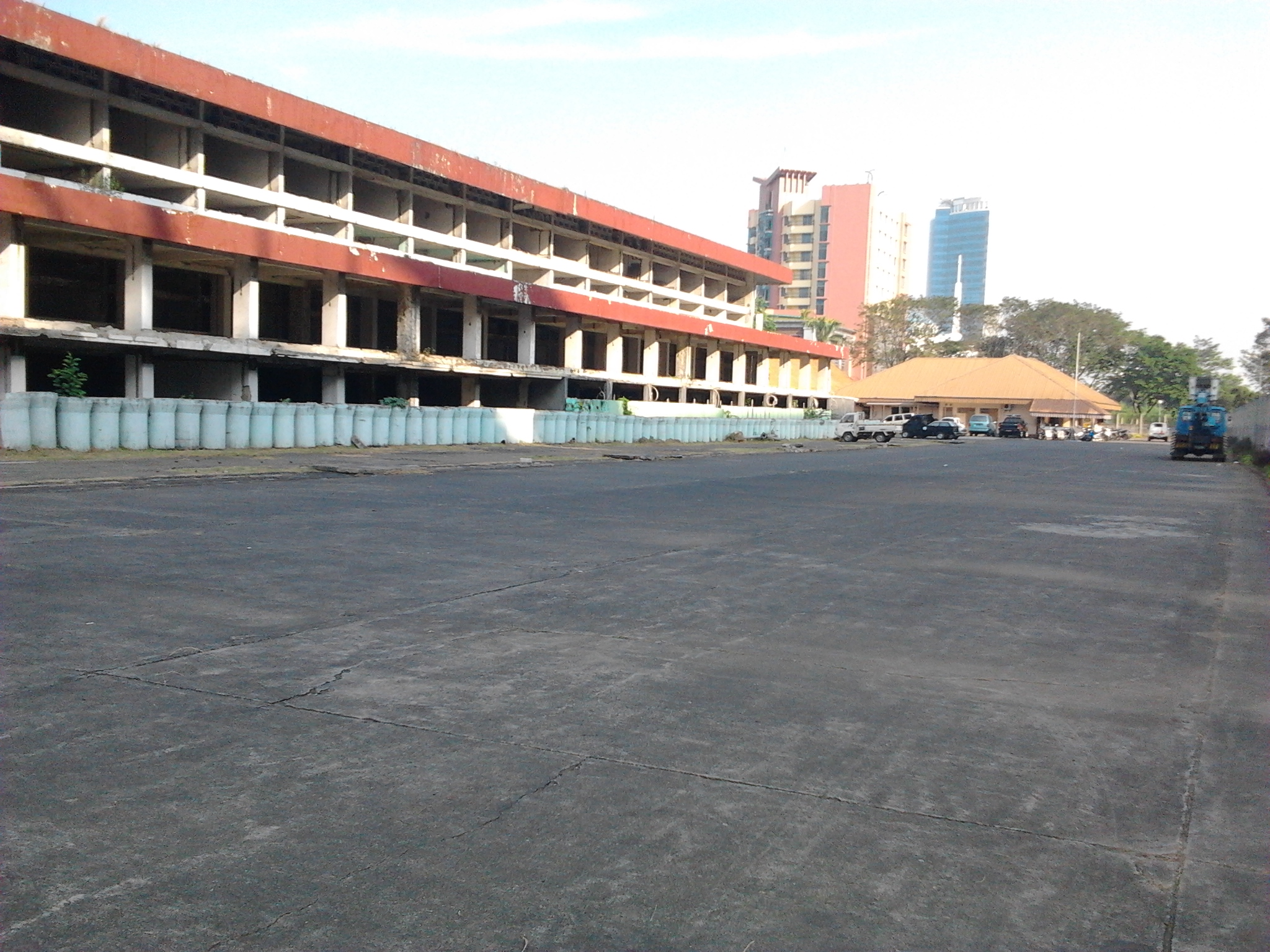
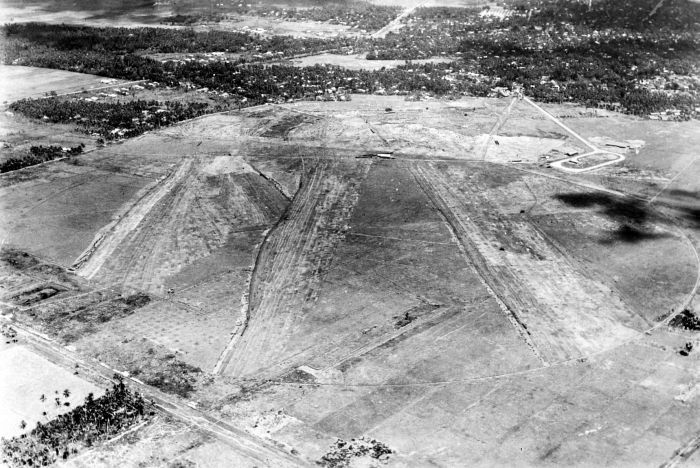
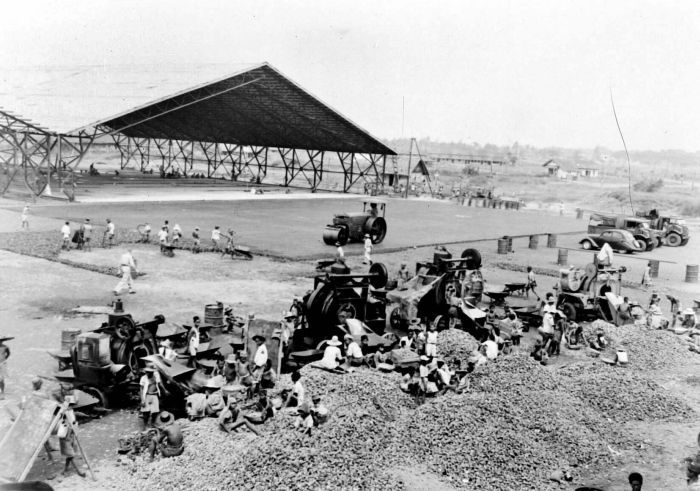